# Contrières
Contrières är en kommun i departementet Manche i regionen Normandie i norra Frankrike. Kommunen ligger i kantonen Montmartin-sur-Mer som tillhör arrondissementet Coutances. År 2018 hade Contrières 366 invånare.

## Befolkningsutveckling
Antalet invånare i kommunen Contrières
| Referens: INSEE |